# Analiza dwuzmiennowa
Analiza dwuzmiennowa (ang. bivariate analysis) – analiza dwóch zmiennych wykonywana jednocześnie. Celem analizy jest określenie empirycznej relacji między tymi zmiennymi. Taka analiza może polegać na tworzeniu tabeli krzyżowej albo na obliczeniu współczynnika korelacji.
Wyróżnia się ponadto analizy:
- czynnikowe
- ilościowe
- jakościowe
- jednozmiennowe
- konwersacyjne
- pytań
- regresji
- regresji cząstkowej
- regresji krzywoliniowej
- regresji liniowej
- regresji wielokrotnej
- szeregów czasowych
- ścieżkowe
- treści
- wielozmiennowe
- wtórne
- zorientowane na przypadek
- zorientowane na zmienna.